# DHB-Pokal 1979
Der DHB-Pokal 1979 war die fünfte Austragung des Handballpokalwettbewerbs der Herren. Das Finale fand am 8. Juni 1979 vor etwa 4300 Zuschauern in der Alsterdorfer Sporthalle in Hamburg statt. Sieger des Endspiels wurde nach 1975 und 1976 zum dritten Mal in der Vereinsgeschichte der TSV Grün-Weiß Dankersen.

## Modus
Es traten 32 Mannschaften aus der Bundesliga, der Regionalliga (= 2. Liga) und der Oberliga (= 3. Liga, in Berlin: Stadtliga) im K.-o.-System gegeneinander an. Es wurde eine Hauptrunde ausgetragen. Danach erfolgte die weitere Ausspielung in Achtel-, Viertel und Halb-Finals sowie einem Endspiel.

## Teilnehmende Mannschaften
| Bundesliga die 14 Vereine der Saison 1978/79 | Regionalliga 15 Vereine der Saison 1978/79 | Oberliga                                          |
| TV Großwallstadt TuS Hofweier VfL Gummersbach Frisch Auf Göppingen TuS Nettelstedt TSV Grün-Weiß Dankersen TV 05/07 Hüttenberg TSV Milbertshofen THW Kiel TV Grambke-Bremen TSV 1896 Rintheim SV Bayer 04 Leverkusen TSV Jahn Gensungen OSC 04 Rheinhausen | Berliner SV 1892 VfL Günzburg Alemannia Aachen SG Dietzenbach DSC Wanne-Eickel TSV Verden TuSpo Nürnberg MTV Herzhorn SG Leutershausen TSV Tempelhof-Mariendorf TS Steinheim 1874 Schalksmühler TV TuS Derschlag TuS Schutterwald TSB Flensburg | TSG Ober-Eschbach TSV Dutenhofen Büdelsdorfer TSV |

## Erste Hauptrunde
Die Spiele der ersten Hauptrunde fanden am 10. März 1979 statt.
| Datum         | Mannschaft 1                  |   | Mannschaft 2                 | Ergebnis    |
| ------------- | ----------------------------- | - | ---------------------------- | ----------- |
| 10. März 1979 | SV Bayer 04 Leverkusen (BL)   | – | TSV Grün-Weiß Dankersen (BL) | 18:20       |
| 10. März 1979 | Berliner SV 1892 (RL)         | – | VfL Gummersbach (BL)         | 15:22       |
| 10. März 1979 | VfL Günzburg (RL)             | – | TuS Hofweier (BL)            | 13:30       |
| 10. März 1979 | Alemannia Aachen (RL)         | – | TV 05/07 Hüttenberg (BL)     | 12:20       |
| 10. März 1979 | SG Dietzenbach (RL)           | – | TSV Jahn Gensungen (BL)      | 23:18       |
| 10. März 1979 | DSC Wanne-Eickel (RL)         | – | TuS Nettelstedt (BL)         | 17:16       |
| 10. März 1979 | TSV Verden (RL)               | – | TSV 1896 Rintheim (BL)       | 20:24       |
| 10. März 1979 | TuSpo Nürnberg (RL)           | – | TSV Milbertshofen (BL)       | 15:11       |
| 10. März 1979 | MTV Herzhorn (RL)             | – | TV Grambke Bremen (BL)       | 15:14       |
| 10. März 1979 | SG Leutershausen (RL)         | – | TV Großwallstadt (BL)        | 14:17       |
| 10. März 1979 | TSV Tempelhof-Mariendorf (RL) | – | Frisch Auf Göppingen (BL)    | 20:24       |
| 10. März 1979 | TSG Ober-Eschbach (OL)        | – | THW Kiel (BL)                | 14:19       |
| 10. März 1979 | TSV Dutenhofen (OL)           | – | OSC 04 Rheinhausen (BL)      | 17:19*      |
| 10. März 1979 | TS Steinheim 1874 (RL)        | – | Schalksmühler TV (RL)        | 18:7        |
| 10. März 1979 | TuS Derschlag (RL)            | – | TuS Schutterwald (RL)        | 24:19       |
| 10. März 1979 | Büdelsdorfer TSV (OL)         | – | TSB Flensburg (RL)           | 20:16 n. V. |

*0Die Begegnung TSV Dutenhofen – OSC 04 Rheinhausen 12:13 wurde annulliert.
00Das Ergebnis des Wiederholungsspiels ist unsicher.

## Achtelfinale
Die Spiele der Achtelfinals fanden am 7. April 1979 statt.
| Datum        | Mannschaft 1                 |   | Mannschaft 2              | Ergebnis |
| ------------ | ---------------------------- | - | ------------------------- | -------- |
| 7. Apr. 1979 | TuS Hofweier (BL)            | – | Frisch Auf Göppingen (BL) | 20:14    |
| 7. Apr. 1979 | TSV Grün-Weiß Dankersen (BL) | – | TV Großwallstadt (BL)     | 20:13    |
| 7. Apr. 1979 | SG Dietzenbach (RL)          | – | TV 05/07 Hüttenberg (BL)  | 15:12    |
| 7. Apr. 1979 | TS Steinheim 1874 (RL)       | – | THW Kiel (BL)             | 16:19    |
| 7. Apr. 1979 | Büdelsdorfer TSV (OL)        | – | OSC 04 Rheinhausen (BL)   | 18:12    |
| 7. Apr. 1979 | TuSpo Nürnberg (RL)          | – | TuS Derschlag (RL)        | 11:9     |
| 7. Apr. 1979 | MTV Herzhorn (RL)            | – | DSC Wanne-Eickel (RL)     | 15:11    |
| –            | VfL Gummersbach (BL)         | – | TSV 1896 Rintheim (BL)    | 0:0*     |

* TSV 1896 Rintheim verzichtete, womit VfL Gummersbach in das Viertelfinale einzog.

## Viertelfinale
Die Spiele der Viertelfinals fanden am 5. und 20. Mai 1979 statt.
| Datum        | Mannschaft 1          |   | Mannschaft 2                 | Ergebnis    |
| ------------ | --------------------- | - | ---------------------------- | ----------- |
| 20. Mai 1979 | VfL Gummersbach (BL)  | – | THW Kiel (BL)                | 21:23 n. V. |
| 5. Mai 1979  | MTV Herzhorn (RL)     | – | TSV Grün-Weiß Dankersen (BL) | 19:22       |
| 5. Mai 1979  | SG Dietzenbach (RL)   | – | TuS Hofweier (BL)            | 13:11       |
| 5. Mai 1979  | Büdelsdorfer TSV (OL) | – | TuSpo Nürnberg (RL)          | 11:12       |

## Halbfinale
Die Spiele der Halbfinals fanden am 19. und 29. Mai 1979 statt.
| Datum        | Mannschaft 1                 |   | Mannschaft 2        | Ergebnis |
| ------------ | ---------------------------- | - | ------------------- | -------- |
| 19. Mai 1979 | TSV Grün-Weiß Dankersen (BL) | – | TuSpo Nürnberg (RL) | 27:16    |
| 29. Mai 1979 | THW Kiel (BL)                | – | SG Dietzenbach (RL) | 28:18    |

## Finale
Das Finalspiel um den DHB-Pokal wurde am 8. Juni 1979 zwischen dem TSV Grün-Weiß Dankersen und dem THW Kiel vor etwa 4300 Zuschauern in der Alsterdorfer Sporthalle in Hamburg-Winterhude ausgetragen. Den Pokal sicherte sich nach 1975 und 1976 zum dritten Mal in der Vereinsgeschichte die Mannschaft vom TSV Grün-Weiß Dankersen, die das Team des THW Kiel mit 19:14 besiegte.
| Datum        | Mannschaft 1                 |   | Mannschaft 2  | Ergebnis |
| ------------ | ---------------------------- | - | ------------- | -------- |
| 8. Juni 1979 | TSV Grün-Weiß Dankersen (BL) | – | THW Kiel (BL) | 19:14    |